# Wahlbach
Wahlbach là một đô thị thuộc huyện Rhein-Hunsrück bang Rheinland-Pfalz, phía tây nước Đức. Đô thị Wahlbach có diện tích 4,34 km², dân số thời điểm ngày 31 tháng 12 năm 2006 là 158 người.